# Željeznička nesreća u Divači (1984.)
Željeznička nesreća u Divači dogodila se 14. srpnja 1984. na području željezničke stanice Divača i najteža je željeznička nesreća u Sloveniji.
Na 3. kolosijeku divaške stanice stajao je brzi putnički vlak na relaciji Beograd–Pula, kada se u njega zaletio teretni vlak, koji je previdio stop signal. U sudaru je poginulo 31 ljudi i 34 ih je bilo ranjenih. Većina žrtava su iz posljednjeg vagona, koji je bio do polovice potpuno uništen.
Na suđenju je strojovođa teretnog vlaka bio proglašen nevinim, utvrdili su da je nesreći najviše doprinijelo nepostojanje sigurnosnih uređaja na ovom dijelu željezničke pruge.